# Thermoplastische Stärke

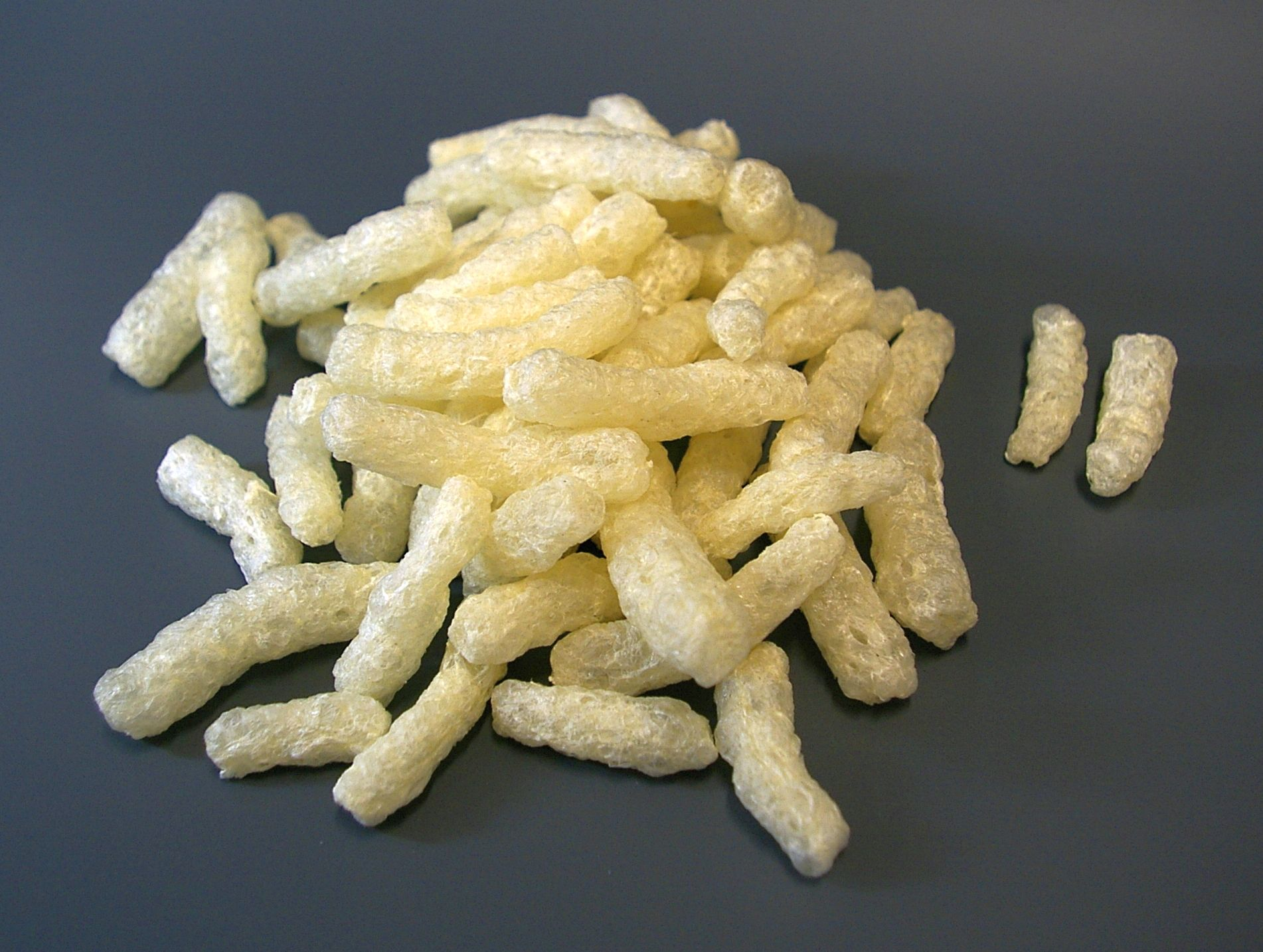
Verpackungschips aus thermoplastischer Stärke

Thermoplastische Stärke (TPS) ist ein thermoplastisches Biopolymer, bei dem die als Rohstoff dienenden Stärkekörner destrukturiert werden. Mit einem Marktanteil von etwa 80 Prozent bildet thermoplastische Stärke den derzeit wichtigsten und gebräuchlichsten Vertreter der Biokunststoffe und wird aufgrund seiner Rohstoffbasis den Stärkepolymeren zugeordnet.

## Rohstoff Stärke

Ausschnitt aus einem Amylosepolymer

Ausschnitt aus einem Amylopektinpolymer

Stärke tritt in verschiedenen Geweben und veränderlichen Anteilen aller grünen Pflanzen auf. Sehr reich an Stärke sind die zur Reservestoffspeicherung dienenden Gewebe der Samen, Knollen, Zwiebeln und Rhizome sowie die Holzstrahlen und das Holzparenchym im Holzkörper der Bäume.
Stärkemoleküle bestehen aus D-Glucose-Einheiten, die über glykosidische Bindungen miteinander verknüpft sind. Stärke besteht zu
- 20–30 % aus Amylose, linearen Ketten mit helikaler (Schrauben-)Struktur, die nur α-1,4-glykosidisch verknüpft sind und
- 70–80 % aus Amylopektin, stark verzweigten Strukturen, mit α-1,6-glykosidischen und α-1,4-glykosidischen Verknüpfungen.

Die Reservestärke unterscheidet sich durch ihre Großkörnigkeit von der feinkörnigen, im assimilierenden Gewebe auftretenden Stärke. Sie bildet die Basis zur Gewinnung der Stärke aus stärkereichen Pflanzen. Die wichtigsten Pflanzen, die zur Gewinnung der Stärke als Rohstoff genutzt werden, sind Mais, Weizen und Kartoffeln in Europa, Afrika und Nordamerika sowie Tapioka in Asien. Die Rohmasse wird von Beiprodukten wie Proteinen, Pflanzenölen und Pflanzenfasern gereinigt und entsprechend für die Nutzung vorbereitet.

## Herstellungsverfahren
Die Destrukturierung der Stärkekörner erfolgt während der Produktion im Extruder vorwiegend thermomechanisch und ist abhängig von der zugegebenen Wassermenge, den wirkenden Scherkräften sowie der Temperatur. Hinzu kommt eine abhängig vom Wassergehalt stattfindenden thermochemische Verkleisterung durch die Wasseraufnahme der Stärkemoleküle.
Durch die Polarität der Bestandteile Amylose und Amylopektin kommt es in der destrukturierten Stärke zu molekularen Wechselbeziehungen, die zu einer schweren Extrudierbarkeit sowie zu einem spröden Material führen. Um diesem entgegenzuwirken, werden der Stärke zur Plastifizierbarkeit Hilfsstoffe wie Wasser und Weichmacher, bspw. Glycerin, zugegeben. Die Glasübergangstemperatur Tg, die bei reiner thermoplastischer Stärke bei einer Temperatur von etwa 80 °C liegt, kann auf diese Weise stark verringert werden, das Material wird zäher und damit weniger spröde. Weitere Möglichkeiten der Optimierung stellen Mischungen mit anderen Polymeren dar, wodurch Stärkeblends entstehen.

## Stärkeblend
Thermoplastische Stärke ist aufgrund ihrer für die Nutzung negativen Eigenschaft, Wasser aufzunehmen, im Regelfall nur eine der Komponenten, aus der moderne Biokunststoffe auf Stärkebasis hergestellt werden. Der zweite Grundbestandteil dieser Kunststoffblends besteht aus wasserabweisenden, biologisch abbaubaren Polymeren wie Polyester, Polyesteramiden, Polyesterurethanen oder Polyvinylalkohol.
Ein Kunststoffblend setzt sich demnach aus zwei Phasen zusammen, aus der kontinuierlichen und der hydrophoben Polymerphase, sowie aus der dispersen und hydrophilen Stärkephase. Während des Schmelzvorgangs im Extruder verbinden sich die wasserlösliche, disperse Stärkephase und die wasserunlösliche, kontinuierliche Kunststoffphase zu einem wasserfesten Stärkekunststoff.

## Einsatz thermoplastischer Stärke
Reine Stärke besitzt die Eigenschaft Feuchtigkeit zu absorbieren und wird deshalb vor allem im Pharmabereich zur Erzeugung von Medikamentenkapselhüllen eingesetzt, wurde hier allerdings von der Hartgelatine weitgehend verdrängt. Um die leicht verfügbare Stärke auch thermoplastisch verarbeitbar zu machen, werden ihr natürliche Weichmacher und Plastifizierungsmittel wie Sorbit und Glycerin hinzugefügt. Diese Zusatzstoffe ermöglichen durch variierbare Dosierung eine spezifische, dem Verwendungszweck entsprechend angepasste Veränderung der Materialeigenschaften der sogenannten thermoplastischen Stärke.
Stärkeblends und -compounds werden je nach Einsatzgebiet individuell für ihre weitere Nutzung in der Kunststoff verarbeitenden Industrie entwickelt und produziert. Als Granulate lassen sie sich auf den vorhandenen Anlagen zu Folien, thermoformbaren Flachfolien, Spritzgussartikeln oder Beschichtungen verarbeiten. Beispiele dafür sind Tragetaschen, Joghurt- oder Trinkbecher, Pflanztöpfe, Besteck, Windelfolien, beschichtete Papiere und Pappen. Auch durch chemische Veränderung wie die Umsetzung zu Stärkeestern oder Stärkeethern mit hohem Substitutionsgrad kann Stärke thermoplastisch modifiziert werden. Diese Verfahren haben sich aber wegen der damit verbundenen hohen Kosten bislang noch nicht durchgesetzt.